# はーれはれ
はーれはれは、株式会社SoLNi（ソルニ）が運営する日本のバーチャルYouTuber事務所。2022年9月1日にADrimに事業譲渡。

## 概要
設立日は2021年4月22日。「みんなの夢に寄り添い、共に夢を叶えるvtuberプロダクション」「VTuberとファンを「密」に繋ぐVTuberプロダクション」を謳っており、ファンもプロデューサーの一員として熱狂し、将来「あのライバーはワシがプロデュースしたようなもんじゃ。」と誇れるようなプロダクションを創ることを目指している。

## 所属タレント
| 期    | 名前                              | Twitterデビュー日 | YouTubeデビュー日 | 備考       |
| ----- | --------------------------------- | ----------------- | ----------------- | ---------- |
| 1期生 | 剣城まひる（つるぎ まひる）       | 2021年4月30日     | 2021年5月2日      |            |
| 2期生 | 土御門ハルト（つちみかど はると） | 2021年7月17日     | 2021年7月22日     |            |
| 2期生 | 翠音シエル（すいね シエル）       | 2021年7月17日     | 2021年7月28日     |            |
| 2期生 | 狸白めるも（まみしろ めるも）     | 2021年9月11日     | 2021年9月16日     | [ 注釈 1 ] |
| 2期生 | No.4                              | 未定              | 未定              |            |

| 期    | 名前 | bilibiliデビュー日 | 備考 |
| ----- | ---- | ------------------ | ---- |
| 1期生 | 不明 | 未定               |      |
| 1期生 | 不明 | 未定               |      |
| 1期生 | 不明 | 未定               |      |

## かつて所属していたタレント
| 期    | 名前                    | Twitterデビュー日 | YouTubeデビュー日 | 卒業日        | 備考       |
| ----- | ----------------------- | ----------------- | ----------------- | ------------- | ---------- |
| 1期生 | 剣城まひる              | 2021年4月30日     | 2021年5月2日      | 2023年6月1日  |            |
| 1期生 | なっちゃんねる          | 不明              | 不明              | 2022年3月10日 | [ 注釈 2 ] |
| 1期生 | セージ                  | 2020年1月23日     | 2020年1月15日     | 2022年3月10日 | [ 注釈 2 ] |
| 2期生 | 彩桜ゆな（あおい ゆな） | 2021年7月17日     | 2021年7月23日     | 2022年3月10日 | [ 注釈 3 ] |

## 主催を務める大会
APEX Custom Match はーれはれ杯
2022年3月30日に開催される、Apex Legendsのオンライン大会。優勝商品は協賛である美食磊茘のランプステーキ。